# Svenska Orient Linien

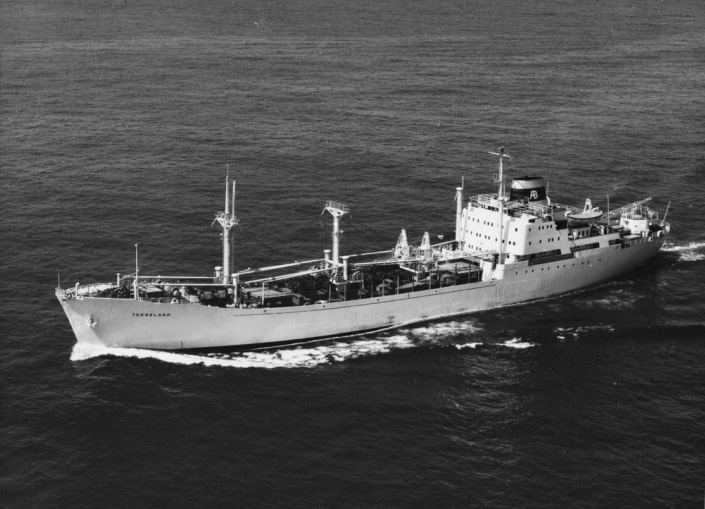
MS Thebeland. 5725 tdw. Byggt 1961 i Åbo

Svenska Orient Linien AB är ett svenskt rederi med huvudkontor i Göteborg.

## Historia
Dan Broström startade 1911 linjetrafik på östra Medelhavet med fartyg från det egna Ångfartygsaktiebolaget Tirfing under namnet Svenska Levant-Linien. Trafiken var inställd under första världskriget, men återupptogs 1918 och då under namnet Svenska Orient Linien i ett nybildat aktiebolag. Det likviderades emellertid 1927 och linjen drevs vidare med Tirfings fartyg. Man beställde moderna, för linjen specialutvecklade motorfartyg, vilka levererades 1929: M/S Hemland och M/S Gotland. År 1930 tillkom M/S Blåland som tillsammans med det äldre M/S Erland och fyra ångfartyg bedrev trafiken. Senare på 1930-talet anskaffades kylfartygen (med namn på V): M/S Vikingaland, M/S Vasaland och M/S Vingaland och de blev trots depression och politiska oroligheter i Medelhavsområdet en kommersiell framgång. Bland annat började man 1938 skeppa färska vindruvor från Kreta till England och Skandinavien och detta år gjordes 76 rundresor jämfört med 41 år 1931.

### Andra världskriget
Under andra världskriget upprätthölls trafiken först oförändrad. Vid utbrottet hade rederiet 21 fartyg utanför Sverige och 75 rundresor genomfördes under år 1939. Samma år levererades det första fartyget i den så kallade S-serien: M/S Sagoland. Efter den tyska ockupationen av Danmark och Norge med avspärrning av Kattegatt blev trafiken delad i två. Fartyg utanför spärren gick i trafik mellan Nordamerika och Sydamerika och under 1941-1945 genomförde rederiets fartyg 35 lejdresor på Sydamerika och två fartyg deltog i Röda Korstrafiken mellan Kanada och Grekland. Innanför spärren upprätthölls en viss trafik, delvis för svenska statens räkning, men flera fartyg låg upplagda under längre tid. Två fartyg drabbades av krigsförlisningar, nämligen M/S Vingaland 1940 och M/S Brageland 1943. Följande nybyggen tillkom: M/S Sunnanland 1940, M/S Skogaland 1941 och M/S Sameland 1943.

### Efterkrigstiden
Efterkrigstiden blev mycket expansiv. Begränsad trafik på Medelhavet kunde inledas redan i mitten av 1945 och under efterkrigstiden bedrevs den traditionella linjetrafiken mellan Nordeuropa och Nordafrika, Östra Medelhavet och Svarta Havet, liksom även mellan Medelhavet och Sydamerika. Konkurrensen var stor på dessa marknader, men överenskommelser gjordes med dessa. Nya moderna fartyg i N-serien levererades 1946: M/S Nordaland och M/S Naboland. Orientlinjen var med sina systerbolag dominerande inom Rederiaktiebolaget Tirfing. Förutom styckegods blev kyltrafiken omfattande. Den bedrevs i ett separat bolag AB Atlanttrafik i samarbete med Trelleborgs Ångfartygs AB och i början av 1960-talet var 14 helkylda fartyg i trafik bland annat med bananer från Västindien till Europa, kött från Sydamerika till Medelhavet och skeppningar av frukt och andra ömtåliga livsmedel från Kina till Nordeuropa. Mellan 1950 och 1954 levererades de sex fartygen i V-serien: M/S Vingaland, M/S Vikingland, M/S Vasalansd, M/S Vegaland, M/S Vidaland och M/S Vinterland. De var specialbyggda för Medelhavstrafiken och med dåtidens mest avancerade tekniska utrustning.
1950-talets början var en lönsam tid för rederiet, men man drabbades även av svåra olyckor. År 1953 kolliderade Naboland med en turkisk ubåt vars besättning omkom. Kaptenen blev åtalad men frikändes. Fartyget döptes om till Nyland. Dalsland grundstötte 1954 i hårt väder utanför Casablanca och skadades så allvarligt att hon var upplagd i ett år. Skogaland påseglades utanför Buenos Aires, Birkaland kolliderade utanför Hamburg och 1955 förlista Nordanland vid en orkan som drabbade Genuas hamn. Fartyget blev vrak.
Svenska Orient Linien blev 1957 ett eget, självständigt aktiebolag med 30 miljoner i aktiekapital, som dock var helägt av Tirfing. Flottan bestod av sjutton egna fartyg med byggnadsår mellan 1929 och 1956. Mellan 1955 och 1957 levererades T-serien: M/S Tavastland och M/S Thulend (1955), M/S Timmerland (1956) och M/S Traneland (1957). Konjunkturerna försämrades 1957 och 1958 och lönsamheten blev dålig. År 1958 förliste M/S Dalsland efter en kollision utanför en hamn i Brasilien. Den traditionella linjefarten blev allt mer olönsam och under 1960-talet tilltog containeriseringen i allt snabbare takt. Rederiets fartyg som varit hypermoderna då de byggde, blev omoderna och dyra i drift. Rederiet sålde av gammalt tonnage och lät bygga två nya fartyg hos Wärtsilä som fick namne M/S Thebeland (1961) och M/S Trojaland (1962). En totalförlust drabbade rederiet 1964 då brand utbröt ombord på M/S Finland (före detta M/S Trolleholm) i Le Havre. Rederiet hade 1965 nollresultat för fjärde året. År 1967 var den enda reguljära linjen trafiken på Medelhavet och flottan bestod av tretton fartyg. De byggdes nu successivt om för att anpassas till containermarknaden. Två containerfartyg levererades 1969: M/S Birkaland och M/S Boreland. Rederiet gjorde en vinst 1969 och nollresultat 1970. Flottan bestod 1971 av tolv fartyg byggda mellan 1950 och 1969.

### Krisperioden 1969 till 1984
Åren mellan 1969 och 1984 präglades av containeriseringen, bekvämlighetsflaggor, oljekrisen och varvskrisen. Broströms ägde Eriksbergs Mekaniska Verkstad som de tvingades sälja till staten för 1000 kronor varefter en skuld på omkring 500 miljoner kronor återstod. Orientlinjen fick bidra med koncernbidrag till Tirfing. Orientlinjens överlevnadsstrategi blev att sälja ut äldre tonnage och förnya med begagnade båtar från Broströmskoncernen. Under första delen av 1970-talet fick rederiet goda inkomster genom ett dotterbolag, Resolute Shipping, där fartygen opererade i Kanada på sommaren och i Medelhavstrafiken på vintern. En förlust blev dock M/S Tavastlands svåra isskador 1972 som ledde till upphuggning.
Orientlinjen hade sedan gammalt samarbete med Svenska Lloyd. Det rederiet införlivades 1971 i Broströmskoncernen, som till slut kom att kontrollera 98 procent av aktierna. Från 1973 administrerade och befraktade Orientlinjen Lloyds fem fartyg i samma klass som M/S Sagoland i Medelhavstrafiken. Rederiet kunde i början av 1970-talet åter lämna koncernbidrag till moderbolaget. I mars köpte Orientlinjen två fartyg under byggnad i Rostock från ett norskt rederi: M/S Bardaland och M/S Brageland. Man var så nöjd med dessa att man skrev kontrakt på ett tredje, M/S Balticland, som levererades som Orientlinjens sista från Rostock 1975. Även om Orientlinjen var relativt lönsam präglades moderbolaget av kris på kris. År 1975 överfördes alla ombord- och landanställda till Tirfing, men moderbolaget gick allt sämre. Svenska Amerikalinjen lades ner och passagerarfartygen såldes. Den 1 januari 1977 försvann AB Svenska Orient Linjen genom fusion med Broström Rederi AB, vari ingick vad som återstod av Tirfing och Svenska Lloyd.

### De japanbyggdaMedrofartygen
Broströms beställde 1976 sex toppmoderna ro-ro-fartyg för en kostnad av 675 miljoner dollar från Japan. Orientlinjen sålde 1976 M/S Timmerland och Tirfing samma år M/S Traneland till ett libanesiskt rederi, varefter utförsäljningen av Orientlinjens fartyg fortsatte. Hösten 1978 började japanbyggena levereras: M/S Thebeland, M/S Tyrusland och M/S Timmerland. Det senare utchartades omedelbart på fem år till ett finskt rederi, som senare köpte fartyget. De återstående båtarna levererades 1979. M/S Vasaland gick till Finland på samma sätt som Timmerland. Därefter kom M/S Vikingland och M/S Vegaland. Då Transatlantic 1984 tog över Broströms hela linjeverksamhet, hade Orientlinjen kvar endast de fyra japanbyggena. Transatlantic bildade ett kommandidbolag, Medro KB, som då tog över fartygen. År 1993 köptes Svenska Orient Linien av Bylock & Nordsjöfrakt, Skärhamn och fartygen ingick i köpet. De förlängdes i mitten 1990-talet med 25 meter och uppgraderades. Fartygen var flexibla och kunde frakta skogsprodukter, containerlaster, lastbilar och frukt i ventilerade lastrum.

### Nya ägare
Bylock & Nordsjöfrakt börsintroducerade Svenska Orient Linien på börsen 1997 men rederiet hade sex kylfartyg, de så kallade Winterbåtarna, som byggt av Salénrederiernas kylrederi Cool Carriers vilka gav stora förluster efter att kylmarknaden drastiskt hade försämrats 1998. Det nystartade rederiet Imperial Shipping i Göteborg hade i slutet av 1990-talet köpt två fartyg av Broströms, M/S Thuleland och M/S Columbialand, och chartar andra för huvudsakligen trälaster. Imperial köpte nu Bylocks del i Orientlinjen. Man flaggade ut de fyra Medrofartygen under brittisk flagg och 2000 bildades linjeoperatören Sol Niver Lines tillsammans med Scan Orient Shipping. Sol Niver gjorde emellertid allt större förluster och rekonstruerades 2003, då Imperial Shipping och Navalmar köpte Svenska Orient Linien, som avregistreras från börsmarknaden. År 2006 blev Imperial Shipping ensam ägare till Svenska Orient Linien och linjeservicen mellan norra Europa och Medelhavet hanterades återigen på egen hand av Svenska Orient Linien. SOL Continent Line startade i november 2010 och förvärvade 2012 linjen Hangö-Rostock samt tre fartyg från Scandlines. År 2014 tillkom med nya rutter mellan Sverige, Finland, Tyskland, Benelux-länderna och Storbritannien.

### Wallenius-SOL
Orientlinjen och Walleniusrederierna bildade det gemensamma rederiet, Wallenius-SOL, som driver en linjeservice från fem hamnar i Bottniska viken till och från Europa.

## Skeppslista
| Fartyg                  | Byggt | Varv            | I tjänst  | Typ                | Dödvikt | Notering |
| ----------------------- | ----- | --------------- | --------- | ------------------ | ------- | --- |
| 1. Upland               | 1888  | Sunderland      | 1911-1915 | Ångfartyg          | 3400    | Såld till Göteborgsrederi 1915. Upphuggen 1952 i Brasilien.                                                                                                   |
| 2. Jemtland             | 1898  | Sunderland      | 1911-1915 | Ångfartyg          | 5300    | Ur trafik 1915. Minspränd 1920 i Kattegatt. |
| 3. Daland               | 1903  | Sunderland      | 1911-1916 | Ångfartyg          | 4600    | Instängdes i Svarta Havet 1914. Såldes 1916 till Ryssland. Skrotad 1934 i Savona, Italien.                                                                    |
| 4. England              | 1889  | Wallsend        | 1912-1915 | Ångfartyg          | 4000    | Såld till Norge 1915. Upphuggen 1935 i Gateshead, England. |
| 5-6. Grekland/Sydland   | 1905  | Sunderland      | 1912-1914 | Ångfartyg          | 4700    | Ur linjetrafiken 1914 och i trampfart. Torpederad i Nordsjön 1918.                                                                                            |
| 7. Salonica             | 1888  | Ayr             | 1919-1924 | Ångfartyg          | 2025    | Såld 1924 till Grekland. Skrotad i Tyskland 1951. |
| 8. Smyrna               | 1889  | Middlesbrough   | 1919-1923 | Ångfartyg          | 3060    | Såld till Göteborgsrederi 1923. Grundstötte och blev vrak 1940 utanför Borkum.                                                                                |
| 9. Constanza            | 1890  | Dundee          | 1919      | Ångfartyg          | 2250    | Minsprängdes 1919 i Kattegatt. |
| 10. Larnaca             | 1883  | Newcastle       | 1919-1921 | Ångfartyg          | 2400    | Såld 1921 till Strömstad. Sjönk 1927 utanför Leith efter kollision.                                                                                           |
| 11. Varna               | 1899  | West Hartlepool | 1919-1926 | Ångfartyg          | 3820    | Såld 1926 till Trelleborg. Upphuggen 1957 i Odense. |
| 12. Cavalla             | 1889  | Newcastle       | 1919-1925 | Ångfartyg          | 3700    | Såld inom Göteborg 1925. Upphuggen i Göteborg 1936. |
| 13. Odessa              | 1898  | Glasgow         | 1919-1924 | Ångfartyg          | 4320    | Såld 1924 till Kalmar. Torpederades 1942 i Ålands hav. |
| 14. Jaffa               | 1898  | West Hartlepool | 1919-1925 | Ångfartyg          | 2600    | Såld 1925 till Lerberget. Torpederades 1940 utanför Kinnaird Head, Skottland.                                                                                 |
| 15. Sulina              | 1921  | Landskrona      | 1921-1927 | Motorfartyg        | 4537    | Överförd 1927 till Svenska Amerika Mexiko Linien. Blev vrak i storm utanför Libanons kust 1969.                                                               |
| 16. Erland              | 1922  | Eriksberg       | 1922-1936 | Motorfartyg        | 3180    | Såld 1936 till Finland. Förliste 1967 utanför Sicilien. |
| 17. Roland              | 1922  | Eriksberg       | 1925-1936 | Ångfartyg          | 3750    | Såld till Finland 1936. Grundstött 1937 utanför Mandal, Norge och blev vrak.                                                                                  |
| 18. Daland              | 1918  | Oskarshamn      | 1925-1931 | Ångfartyg          | 2950    | Strandade 1931 utanför Hudiksvall och blev vrak. |
| 19. Uppland             | 1919  | Eriksberg       | 1925-1926 | Ångfartyg          | 2960    | Kolliderade och sjönk 1926 utanför Gibraltar. |
| 20. Småland             | 1920  | Eriksberg       | 1926-1937 | Ångfartyg          | 3550    | Såld 1937 till Finland. Uppges att ha förlist 1950 under sovjetisk flagg.                                                                                     |
| 21. Grekland            | 1923  | Lübeck          | 1927-1931 | Ångfartyg          | 3790    | Såld genom byte 1931 till Stockholm. Upphuggen i La Spezia, Italien 1966.                                                                                     |
| 22. Hemland             | 1929  | Eriksberg       | 1929-1937 | Motorfartyg        | 3200    | Såld 1937 till Polen. Upphuggen i Spanien 1965. |
| 23. Gotland             | 1929  | Eriksberg       | 1929-1961 | Motorfartyg        | 3240    | Såld 1961 till Grekland. Upphuggen 1985 i Perama, Grekland.                                                                                                   |
| 24. Blåtand             | 1930  | Eriksberg       | 1930-1936 | Motorfartyg        | 3250    | Såld 1936 till Polen. Upphuggen 1972 i Brügge, Belgien. |
| 25. Nordland            | 1929  | Eriksberg       | 1931-1938 | Motorfartyg        | 3240    | Såld 1938 till Finland. Upphuggen 1968 i Leningrad. |
| 26. Vikingland/Dalsland | 1932  | Eriksberg       | 1932-1958 | Motorfartyg        | 4060    | Kolliderade och sjönk utanför Brasiliens kust 1958. |
| 27. Vasaland            | 1934  | Eriksberg       | 1934-1947 | Motorfartyg        | 4750    | Såld 1947 till Sydafrika. Upphuggen på Gadani Beach, Pakistan 1978.                                                                                           |
| 28. Vingaland           | 1935  | Eriksberg       | 1935-1940 | Motorfartyg        | 4750    | Sänkt 1940 på Nordatlanten. |
| 29. Birkaland           | 1935  | Eriksberg       | 1935-1960 | Motorfartyg        | 4700    | Såld 1960 inom Göteborg. Upphuggen i Piraeus, Grekland 1978.                                                                                                  |
| 30. Bardaland           | 1936  | Götaverken      | 1936-1956 | Motorfartyg        | 4575    | Såld 1956 till Panama. Upphuggen 1969 i Aviles, Spanien. |
| 31. Brageland           | 1937  | Eriksberg       | 1937-1943 | Motorfartyg        | 4750    | Torpederades utanför Brasilien 1943. |
| 32. Boreland            | 1938  | Eriksberg       | 1938-1956 | Motorfartyg        | 4680    | Såld 1956 till Panama. Exploderade och sjönk i Barcelonas hamn 1974.                                                                                          |
| 33. Sagoland            | 1939  | Eriksberg       | 1939-1963 | Motorfartyg        | 5075    | Grundstötte i Röda Havet 1978 och blev vrak. |
| 34. Ettan               | 1940  | Lekkerkerk      | 1940-1947 | Motorfartyg        | 200     | Feederfartyg. Såld 1947 till Brasilien. Okänt vidare öde. |
| 35. Tvåan               | 1940  | Lekkerkerk      | 1940-1947 | Motorfartyg        | 200     | Feederfartyg. Såld 1947 till Brasilien. Förlist 1951 utanför Rio de Janeiro.                                                                                  |
| 36. Sunnanland          | 1940  | Eriksberg       | 1940-1961 | Motorfartyg        | 5110    | Såld inom Göteborg 1961. Till Taiwan 1970 för upphuggning. |
| 37. Hilda               | 1925  | Trondheim       | 1940-1941 | Ångfartyg          | 1900    | Norskt fartyg som låg i Lysekil då Tyskland ockuperade Norge. Överfördes till svensk flagg. Sänktes av brittiskt flyg utanför Nederländerna 1941.             |
| 38. Ingeren             | 1911  | Middlesbrough   | 1940-1944 | Ångfartyg          | 8600    | Norskt fartyg som låg upplagt i Göteborg då Tyskland ockuperade Norge. Överfördes till svensk flagg och återlämnades till Norge 1944. Upphuggen i Blyth 1953. |
| 39. Skogaland           | 1941  | Eriksberg       | 1941-1961 | Motorfartyg        | 5075    | Såld 1961 till Panama. Till Karachi, Pakistan 1976 för upphuggning.                                                                                           |
| 40. Trean               | 1939  | Lekkerkerk      | 1941-1954 | Motorfartyg        | 200     | Feederfartyg. Övertogs 1941 av moderbolaget. Såld 1954 till Danmark. Rapporterad sänkt 1988.                                                                  |
| 41. Sameland            | 1943  | Eriksberg       | 1943-1964 | Motorfartyg        | 5075    | Såld 1964 till Grekland. Till Istanbul 1972 för upphuggning.                                                                                                  |
| 42. Erland              | 1943  | Aalborg         | 1943-1951 | Motorfartyg        | 2890    | Överförd 1951 till Svenska Amerika Linien. Döptes till Erholm. Till Pakistan 1980 för upphuggning.                                                            |
| 43. Nordanland          | 1946  | Eriksberg       | 1946-1955 | Motorfartyg        | 6375    | Eldhärjades 1955 vid kaj i Genua varefter det skrotades på plats.                                                                                             |
| 44. M/S Naboland/Nyland | 1946  | Kockums         | 1946-1964 | Motorfartyg        | 6180    | Döptes efter kollisionen med en turkisk ubåt om 1955 till Nyland. Såld 1964 inom Göteborg. Övergavs efter brand 1968.                                         |
| 45. Alfa                | 1946  | Sölvesborg      | 1946-1949 | Motorfartyg        | 400     | Feederfartyg. |
| 46. Beta                | 1947  | Sölvesborg      | 1947-1949 | Motorfartyg        | 400     | Feederfartyg. Upphuggen i Landskrona 1983. |
| 47. Gamma               | 1946  | Sölvesborg      | 1947-1949 | Motorfartyg        | 400     | Feederfartyg. Sjönk utanför Ölands södra udde 1971. |
| 48. Vingaland           | 1950  | Eriksberg       | 1950-1973 | Motorfartyg        | 5850    | Såld 1973 till Grekland. Till Taiwan 1979 för upphuggning. |
| 49. Inland              | 1950  | Blyth           | 1950-1960 | Motorfartyg        | 1507    | Såld 1960 till Kanada. Grundstött 1980 i grekiska skärgården och blev vrak.                                                                                   |
| 50. Vikingaland         | 1951  | Eriksberg       | 1951-1977 | Motorfartyg        | 5920    | Såld 1977 till Grekland. Till Gadani Beach, Pakistan 1980 för upphuggning.                                                                                    |
| 51. Vasaland            | 1951  | Eriksberg       | 1951-1958 | Motorfartyg        | 5920    | Såld 1968 till Liberia. Till Taiwan 1978 för upphuggning. |
| 52. Roland              | 1951  | Öresundsvarvet  | 1951      | Motorfartyg        | 2910    | Överflyttades 1951 till Svenska Amerika Linien och döptes till Ryholm. Anlände 1972 till Spanien för upphuggning.                                             |
| 53. Vegaland            | 1952  | Eriksberg       | 1952-1968 | Motorfartyg        | 5920    | Såld 1968 till Liberia. Till Taiwan 1977 för upphuggning. |
| 54. Vidaland            | 1954  | Eriksberg       | 1954-1978 | Motorfartyg        | 5850    | Såld 1978 till Grekland. Upphuggen vid Gadani Beach, Pakistan 1981.                                                                                           |
| 55. Vinterland          | 1954  | Eriksberg       | 1954-1968 | Motorfartyg        | 5850    | Såld 1968 till Liberia. Anlände 1979 till Taiwan för upphuggning.                                                                                             |
| 56. Thuleland           | 1955  | Weser, Bremen   | 1955-1971 | Motorfartyg        | 4525    | Överförd 1971 till Broströms bolag Resolute Shipping. Sjönk 1982 utanför Peru.                                                                                |
| 57. Tavastland          | 1955  | Weser, Bremen   | 1955-1971 | Motorfartyg        | 4515    | Överförd 1971 till Broströms bolag Resolute Shipping. Till Blyth 1972 för upphuggning.                                                                        |
| 58. Timmerland          | 1956  | Weser, Bremen   | 1956-1975 | Motorfartyg        | 4500    | Såld 1975 till Ungern. Anlände 1972 Gadani Beach, Pakistan för upphuggning.                                                                                   |
| 59. Traneland           | 1957  | Weser, Bremen   | 1957-1976 | Motorfartyg        | 4500    | Såld 1976 till Ungern. Anlände 1980 till Bilbao, Spanien för upphuggning.                                                                                     |
| 60. Tundraland          | 1958  | Weser, Bremen   | 1958-1973 | Motorfartyg        | 4500    | Överförd 1971 till Broströms bolag Resolute Shipping. Anlände 1983 till Karachi, Pakistan för upphuggning.                                                    |
| 61. Thebeland           | 1961  | Åbo             | 1961-1972 | Motorfartyg        | 5725    | Såld 1972 till Grekland. Anlände 1984 till Aviles, Spanien för upphuggning.                                                                                   |
| 62. Finland             | 1946  | Eriksberg       | 1962-1964 | Motorfartyg        | 7450    | F.d. Trolleholm från Svenska Amerika Linien. Inköpt 1962. Anlände 1965 till Brügge, Belgien upphuggning efter brand 1964 vid kaj i Le Havre.                  |
| 63. Grekland            | 1939  | Lindholmen      | 1962-1965 | Motorfartyg        | 7010    | F.d. Stegeholm från Svenska Amerika Linien. Inköpt 1962. Såld 1965 till Jonstorp. Anlände 1978 till Gadani Beach, Pakistan för upphuggning.                   |
| 64. Trojaland           | 1962  | Åbo             | 1962-1978 | Motorfartyg        | 6400    | Såld 1978 till Panama. Anlände 1986 till Fuzhou, Kina för upphuggning.                                                                                        |
| 65. Tyrusland           | 1963  | Åbo             | 1963-1977 | Motorfartyg        | 6400    | Såld 1977 till Kina. Anlände 1988 till Chittagong, Bangladesh för upphuggning.                                                                                |
| 66. Lake Eyre           | 1961  | Eriksberg       | 1966-1975 | Motorfartyg        | 8250    | Först i trafik för dotterbolaget Atlanttrafik. Övertogs 1966. Såld 1975 till Grekland. Sjönk 1983 efter brand utanför Trinidad.                               |
| 67. Vinlandia           | 1966  | Kyrksæterøra    | 1966-1977 | Vintanker          | 1425    | Ägdes av Svenska Lloyd till 75% och Orientlinjen till 25%, vilken andel såldes 1977 till Broströms Rederi. Anlände 1997 till Aliaga, Turkiet för upphuggning. |
| 68. Birkaland           | 1969  | Eriksberg       | 1969-1979 | Motorfartyg        | 8870    | Såld 1979 till Kina. Enligt uppgift upphuggen där 1999. |
| 69. Boreland            | 1969  | Eriksberg       | 1969-1979 | Motorfartyg        | 8820    | Såld 1979 till Kanada. Upphuggen 2002 på Gadani Beach, Pakistan.                                                                                              |
| 70. Sagoland            | 1963  | Cadiz           | 1971-1978 | Motorfartyg        | 5918    | F.d. Segovia från Svenska Lloyd. Inköpt 1971. Såld 1978 inom Göteborg. Anlände 1987 till Taiwan för upphuggning.                                              |
| 71. Sunnanland          | 1963  | Åbo             | 1972-1977 | Motorfartyg        | 6411    | F.d. Sagaholm från Svenska Amerika Linien. Inköpt 1972. Såld 1977 till Kina. Troligen upphuggen omkring 2000.                                                 |
| 72. Sameland            | 1960  | Åbo             | 1973-1978 | Motorfartyg        | 8808    | F.d. Svaneholm från Svenska Amerika Linien. Inköpt 1972. Såld 1978 till Grekland. Anlände 1984 till Alang, Indien för upphuggning.                            |
| 73. Bardaland           | 1973  | Rostock         | 1973-1979 | Motorfartyg        | 10719   | Såld 1979 inom Göteborg. Till Kina 1986. Vidare öden efter 1990-talet okända.                                                                                 |
| 74. Brageland           | 1973  | Rostock         | 1973-1980 | Motorfartyg        | 10719   | Såld 1980 till Storbritannien. Under 1990-talet skolfartyg i Kina. Vidare öden okända.                                                                        |
| 75. Vinia               | 1959  | Sölvesborg      | 1973-1979 | Vintanker          | 1272    | Ägdes av Svenska Lloyd. Orientlinjen köpte 1973 25%. Såld 1977 till Finland. Anlände 2003 till Aliaga, Turkiet för upphuggning.                               |
| 76. Balticland          | 1975  | Rostock         | 1975-1982 | Motorfartyg        | 10893   | Såld 1982 till Singapore. Anlände 2000 till Alang, Indien för upphuggning.                                                                                    |
| 77. Thebeland           | 1978  | Ichihara, Japan | 1978-1984 | Ro-ro-fartyg       | 12200   | Övertogs 1984 av Rederi AB Transocean. Anlände 2013 till Alang, Indien för upphuggning.                                                                       |
| 78. Tyrusland           | 1978  | Ichihara, Japan | 1978-1984 | Ro-ro-fartyg       | 12200   | Övertogs 1984 av Rederi AB Transocean. Anlände 2014 till Alang, Indien för upphuggning.                                                                       |
| 79. Timmerland          | 1978  | Ichihara, Japan | 1978-1984 | Ro-ro-fartyg       | 12200   | Övertogs 1984 av Rederi AB Transocean. Anlände 2012 till Alang, Indien för upphuggning.                                                                       |
| 80. Vasaland            | 1979  | Ichihara, Japan | 1979-1984 | Ro-ro-fartyg       | 11750   | Övertogs 1984 av Rederi AB Transocean. Upphuggen 2014 i Indien.                                                                                               |
| 81. Vegaland            | 1979  | Ichihara, Japan | 1979-1984 | Ro-ro-fartyg       | 12200   | Övertogs 1984 av Rederi AB Transocean. Anlände 2012 till Alang, Indien för upphuggning.                                                                       |
| 82. Vikingland          | 1979  | Ichihara, Japan | 1979-1984 | Ro-ro-fartyg       | 12200   | Övertogs 1984 av Rederi AB Transocean. Anlände 2012 till Alang, Indien för upphuggning.                                                                       |
| 83. Winter Moon         | 1979  | Arendalsvarvet  | 1997-1999 | Kylfartyg          | 11690   | Under Bahamas-flagg. Såld 1999 till Cypern. Anlände 2009 till Alang, Indien för upphuggning.                                                                  |
| 84. Winter Sea          | 1980  | Arendalsvarvet  | 1997-1999 | Kylfartyg          | 11690   | Under Bahamas-flagg. Såld 1999 till Cypern. Anlände 2009 till Gadani Beach, Pakistan för upphuggning.                                                         |
| 85. Winter Star         | 1979  | Arendalsvarvet  | 1997-1999 | Kylfartyg          | 11690   | Under Bahamas-flagg. Såld 1999 till Cypern. Anlände 2009 till Gadani Beach, Pakistan för upphuggning.                                                         |
| 86. Winter Sun          | 1979  | Arendalsvarvet  | 1997-2000 | Kylfartyg          | 11690   | Under Bahamas-flagg. Såld 2000 till Cypern. Anlände 2009 till Gadani Beach, Pakistan för upphuggning.                                                         |
| 87. Winter Water        | 1979  | Öresundsvarvet  | 1997-2000 | Kylfartyg          | 11690   | Under Bahamas-flagg. Såld 2000 till Cypern. Anlände 2009 till Alang, Indien för upphuggning.                                                                  |
| 88. Winter Wave         | 1979  | Öresundsvarvet  | 1997-2000 | Kylfartyg          | 11690   | Under Bahamas-flagg. Såld 2000 till Cypern. Anlände 2009 till Alang, Indien för upphuggning.                                                                  |
| 89. Vasaland            | 1984  | Raumo, Finland  | 2003-     | Ro-ro-fartyg       | 12870   | Inköpt 2003. Sedan 2020 under brittisk flagg. |
| 90. Balticland          | 1977  | Haugesund       | 2003-2012 | Skogsproduktfartyg | 17161   | Inköpt 2003. Under brittisk flagg. Anlände 2012 till Alang, Indien för upphuggning.                                                                           |
| 91. Minaland            | 1978  | Haugesund       | 2003-2013 | Skogsproduktfartyg | 17160   | Inköpt 2003. Under brittisk flagg. Anlände 2013 till Chittagong, Bangladesh för upphuggning.                                                                  |
| 92. Hansaland           | 1983  | Galați          | 2005-2016 | Ro-ro-fartyg       | 5000    | Inköpt 2005. Under Bahamas-flagg. Såld 2016 till Chile. |
| 93. Skogaland           | 1977  | Ulsan, Sydkorea | 2006-2011 | Torrlastfartyg     | 16740   | F.d. Kent Navigator. Inköpt 2006. Under Gibraltar-flagg. Såld 2011 till upphuggare i Alang, Indien.                                                           |
| 94. Vikingland          | 1982  | Raumo, Finland  | 2012-2019 | Ro-ro-fartyg       | 13090   | Inköpt 2012. Under brittisk flagg. Såld 2019 till Cypern och omdöpt till Akritas.                                                                             |
| 95. Finnland/Merchant   | 1982  | Raumo, Finland  | 2012-2017 | Ro-ro-fartyg       | 13025   | Inköpt 2012. Omdöpt 2015 till Merchant. Såld 2017 till Grekland och omdöpt till Alexo.                                                                        |
| 96. Vinga Safir         | 2000  | Tuzla, Turkiet  | 2012-2020 | Produkttanker      | 2713    | Inköpt 2012. Under färöisk flagg. Såld 2020. |
| 97. Vinterland          | 1987  | Busan, Sydkorea | 2016-     | Ro-ro-fartyg       | 10917   | F.d. Transreel. Inköpt 2016. |
| 98. Tavastland          | 2006  | Raumo, Finland  | 2016-     | Ro-ro-fartyg       | 13800   | F.d. TransPaper. Inköpt 2016. |
| 99. Thuleland           | 2006  | Raumo, Finland  | 2016-     | Ro-ro-fartyg       | 13800   | F.d. TransPulp. Inköpt 2016. |
| 100. Tundraland         | 2006  | Raumo, Finland  | 2016-     | Ro-ro-fartyg       | 13800   | F.d. TransTimber. Inköpt 2016. |

Ägarförhållanden:
- 1-82 Bolag inom Broströmskoncernen
- 83-88 Bylock & Nordsjöfrakt
- 89-92 Imperial Shipping och Navelmar
- 93-100 Imperial Shipping